# Sugar Tax
Sugar Tax è l'ottavo album in studio del gruppo di musica elettronica britannico Orchestral Manoeuvres in the Dark, pubblicato nel 1991. È il primo album della band ad essere pubblicato dopo la scissione dei due membri fondatori, Paul Humphreys ed Andy McCluskey, lasciando la proprietà del nome a quest'ultimo. La composizione dei brani è fidata quasi esclusivamente a McCluskey, talvolta con i nuovi collaboratori Stuart Kershaw e Lloyd Massett.
Pur tenendo la filosofia del synth-pop, l'album manifesta delle nuove sonorità per la band, in linea con le tendenze dance dell'epoca. Anche la cover di Neon Lights dei Kraftwerk, inclusa nella scaletta, riinterpreta il brano in chiave ballabile, quasi da rave. 
L'uscita dell'album viene preceduta dalla pubblicazione del fortunato singolo Sailing on the Seven Seas, brano di apertura di Sugar Tax, e successivamente da Pandora's Box, canzone sulla vita dell'attrice americana Louise Brooks. Due ulteriori brani Then You Turn Away e Call My Name furono pubblicati come singoli, ma con meno successo.
Il brano Apollo XI campiona registrazioni audio risalenti all'omonima missione di allunaggio della NASA, compresa la celeberrima dichiarazione di Neil Armstrong quando mise piede sulla luna. 
Un brano intotolato Sugartax fu scritto ed inciso all'epoca del resto dell'album ma poi fu pubblicato soltanto come brano bonus nel singolo di Sailing on the Seven Seas.

## Tracce
1. Sailing on the Seven Seas – 3:45
2. Pandora's Box – 4:09
3. Then You Turn Away – 4:17
4. Speed of Light – 4:29
5. Was It Something I Said – 4:29
6. Big Town – 4:19
7. Call My Name – 4:23
8. Apollo XI – 4:13
9. Walking on Air – 4:49
10. Walk Tall – 3:55
11. Neon Lights – 4:19
12. All That Glitters – 4:06